# Кампания 1795 года в западных Пиренеях
Кампания 1795 года в западных Пиренеях (фр. Pyrénées-Occidentales) — ряд наступательных боёв, проведённых с февраля по август 1795 года французской Армией Западных Пиренеев под командованием генерала Монсея против испанской Наваррской армии князя Кастельфранко с целью вытеснения испанских войск и захвата Бильбао, Витории и Памплоны.

## Накануне кампании
Испанская Наваррская армия, которой в начале 1795 года стал командовать князь Кастельфранко, в течение зимы была усилена свежими войсками, прибывшими из внутренних областей, и доведена до 30 тысяч. Она была разделена на две части, не имевшие почти никакой связи между собой. Левое крыло под командованием генерал-лейтенанта Креспо получило приказы оборонять Бискайю. Войска были расположены за крепкими ретраншементами от деревень Бергара и Элосуа до берега реки Девы. Правое крыло, которым командовал Филангери, расположенное в Лекумберри, на главной дороге ведущей в Памплону, прикрывало Наварру. Все проходы были тщательно перекрыты.
Французская Армия Западных Пиренеев, под командованием генерала Монсея, понесла большие потери в течение зимы от болезней и плохого снабжения, поэтому к началу кампании в феврале в её составе было не более 30 тысяч солдат или 76 батальонов. Её правый фланг упирался в Бискайский залив и простирался до долины Аспейтия; центр находился в долинах Лерин и Бастан, а левый фланг выходил на территорию Франции у Вильфранша.

## Ход боевых действий

#### Первые бои
Военные действия начались 27 февраля на правом фланге французской армии. До 24 июня продолжались только незначительные стычки между войсками Креспо и французскими отрядами, стоявшими между Сан-Себастьяном и Толосой. Наиболее заметным было наступление дивизии Марбо, удачно произведённое против испанского авангарда, стоявшего лагерем на правом берегу реки Дева. 9 мая Марбо отбросил испанцев за реку и овладел их лагерем, но густой туман не дал ему извлечь пользу из своей победы, и обе стороны остались на своих позициях. Левое крыло французской армии все это время оставалось в бездействии. В конце апреля дивизия Моко перешла из Сен-Жан-Пье-де-Пор в Бургете и отправила часть войск на помощь правому крылу для борьбы с испанскими партизанами.
Несмотря на начавшиеся переговоры о заключении мира, генерал Монсей планировал возобновить наступление в более широком масштабе, в соответствии с общим планом, поэтому он разбил лагеря на высотах Донамария и Кастелу, перед рекой Бидасоа и перед Сантэстебаном, угрожая с этих позиций долине Улзана.

#### Наступление на западном направлении
Наконец, 28 июня, был отдан приказ об общем наступлении на испанские позиции. Из лагеря Ициар вышли пять батальонов и четыре роты под командованием бригадного генерала Шарля Франсуа Рауля. Республиканцы переправились через Деву по броду. Несмотря на огонь нескольких вражеских батарей, они захватили мост Мадариага, по которому смогла пройти французская артиллерия. Взятие этого моста дезорганизовало испанцев, которые поспешно оставили свои редуты, знамёна и девять орудий. Рауль немедленно занял Мотрико на берегу моря и на следующий день двинулся на Берриатуа, Маркина-Хемейн и на высоты Урреаги. Таким образом, левый фланг Креспо был разбит. В то же время бригадный генерал Жан Жозеф Вилло двигался с несколькими батальонами на правый фланг испанцев у Элосуа. Наконец, третья колонна двинулась из Толосы в Вилья-Реаль, чтобы отрезать путь Креспо. Результатом этих действий должно было стать уничтожение вражеского корпуса, расквартированного в Элосуа. Но испанский генерал, предупрежденный о приближении французов, приказал отступать. Эвакуировав войска из Элосуа, он стал отступать к Бергаре, в то время как часть его корпуса оказала отчаянное сопротивление у моста Эскарга. Чтобы дать корпусу время присоединиться к нему, Креспо расположился в Бергаре, заняв позицию немного позади этой деревни, чтобы обеспечить слева выход на Бискайский залив и прикрыть справа сообщение с Наваррой. Его штаб-квартира и центральные позиции находились в Мондрагоне. В результате этих движений, правый фланг армии, бывший под командованием Филангери, был поставлен под угрозу.

#### Наступление на южном направлении
Генерал Монсей не мог не попытаться воспользоваться этим. 3 июля четыре французские колонны вышли утром почти одновременно на Лекумберри. Одна должна была атаковать позицию с фронта, две других — с флангов, а четвёртая — с тыла. Их командирами были генералы Мерль, Амеде Вилло, Жозеф Моран и Дигоне.
Но Филангери, как и Креспо, был предупрежден о французском продвижении и вовремя отступил через Эризе и Озкуите к высотам Ирурсуна, где располагалась его вторая линия и лагерь его авангарда. Эта позиция, естественно, очень сильная, имела то преимущество, что устанавливала связь между двумя крыльями испанской армии.

#### Бои на высотах Ирурсуна
6 июля французы (16000 штыков и 400 сабель) вышли из Лекумберри в направлении Ирурсуна тремя колоннами, которые следовали по главной дороге одна за другой. Они разошлись в деревне Латаса. Первая колонна, из трёх батальонов, под командованием бригадного генерала Мерля, поднялась на высокую гору справа от главной дороги и вышла на Ирурсун, как если бы она прибыла из Виттории. Командир бригады Арисп, командуя второй колонной в составе трёх батальонов и трёх гренадерских рот, направился по левой дороге на Айскорбе, перейдя гору Тринидад. Два батальона, 150 кавалеристов и два орудия, составлявшие третью колонну, под командованием генерала Амеде Вилло, следовали по главной дороге. Вилло командовал всем боем. Наконец, четвёртая колонна из пяти батальонов во главе с генералом Дигоне должна была обойти испанский авангард и отрезать его отступление, отделив его от армейского корпуса.
Испанский авангард генерал-лейтенанта Хорказитаса после первого боя и нескольких кавалерийских контратак покинул Ирурсун, чтобы отступить к главным силам. Лёгкие войска Ариспа, в том числе баскские стрелки, вытеснили отряд каталонских стрелков из прохода, который тот занимал между Ирурсуном и Айскорбе, а затем и из Айскорбе. Но, попытавшись преследовать, баски, хотя и захватили у испанцев две пушки, сами оказались перед угрозой окружения со стороны подоспевших эскадронов противника, поэтому были вынуждены укрыться в лесу, примыкающему к дороге, вместе с подошедшим гренадерским батальоном бригады Дигоне. Дигонне, вместо того чтобы поддержать Ариспа, послал ему приказ отступить.
Испанская пехота, поддержанная гренадерами, появилась со всех сторон и почти отрезала французов, когда гренадерский батальон, следовавший за басками, остановился, ударил в штыки и сдержал противника. Подошедшая испанская кавалерия попыталась закончить окружение, но подбежал второй батальон во главе с самим Вилло и остановил конницу. Наконец, французы получив подкрепление, возобновили наступление и отбросили испанцев, вынужденных быстро отступить.
После боя французы расположились: центр в Ирурсуне, правый фланг у подножия перевала Оларрехи, левый — на высотах Айскорбе. В результате этих действий корпус Филангери было отделен от корпуса Креспо.

#### Взятие Бильбао и Виттории
Корпус Креспо, после перехода через Деву французов, располагался в Салинас-де-Гипускоа, на высотах от Эльгеты до горы Сан-Антонио, для обеспечения связи с Бискайей и Наваррой. Но эти коммуникации были перекрыты потерей Ирурсуна, и Монсей решил провести новую атаку, чтобы окружить корпус Креспо или заставить его покинуть свои позиции.
12 июля 4500 человек дивизии генерала Дессена выступили из Эльгойбара, имея с собой две маленькие пушки. В часе перехода от Эльгойбара эта дивизия натолкнулась на левый фланг Креспо, который оборонял окраину деревни Эренка. Этот пост был выбит после непродолжительного сопротивления. Французы нашли там тринадцать пушек. В ночь с 13 на 14 июля Дессен двинулся в Дуранго, где Креспо собрал свои припасы. Дуранго был взят. Все, что нельзя было унести с собой, уничтожали или бросали в реку. Дивизия продолжила марш и 15 числа прибыла к Вильярреаль-де-Алава. На следующий день, в десять часов утра, она обнаружила, что стоит лицом к лицу с корпусом Креспо, занимавшим позиции на горе слева от Урбины. Пока с фронта отвлекли перестрелкой, французские пехотинцы атаковали испанцев справа и слева и заставили их отступить. Креспо отошёл, заняв горы на западе и горы Урбины за Салинасом. Села Айоррабе и Мендибил были взяты в тот же день французами, которые расположились там в ожидании дивизии Вилло, которая, выйдя из Ирурсуна, наступала через долину Борунды на равнину Виттории.
Креспо был вынужден снова отступать и, видя, что его обходят с двух флангов и не позволяют добраться до Панкорбо, ворот в Кастилию, бросился с дороги в Витторию через горы на Дуранго, чтобы оттуда выйти на Бильбао.
Вечером 16-го Дессен направил свой авангард под командой бригадного генерала Шильта к Виттории. На следующий день, 17 июля, он со всей своей дивизией занял этот город, столицу Алавы, и, когда к нему присоединился генерал Вилло, снова отправился в погоню за Креспо через Ордунью и Миравальес.
Креспо, силы которого сократились до семи тысяч человек, поспешил эвакуировать Бильбао и достиг Панкорбо через горы, отделяющие Старую Кастилию от Бискайи. Бильбао был оккупирован французами 19 июля. В нём были обнаружены огромные магазины с запасами провизии. Таким образом, три баскские провинции (Алава, Гипускоа и Бискайя) перешли во власть французов. Монсей расположил свой штаб в Виттории и продвинул бригаду Миоллиса до реки Эбро, где она заняла позицию в Миранда-де-Эбро.

#### Бой за перевал Оларрехи
В то время как левый фланг испанской армии была вынужден эвакуировать Бискайю и Алаву, левый фланг французской армии атаковал испанский корпус, который прикрывал Памплону и Наварру .
Корпус Филангери отступил в сторону леса Озкиа, на сильную позицию у Эриза, которую можно было обойти только через перевал Оларрехи, единственное сообщение между долинами Ольо и Аракиль. Его защищали регулярная рота и батальон добровольцев из Наварры. Два других батальона занимали пост Месета, расположенный на краю горы, в месте, где перевал становится самым узким. 30 июля на рассвете два французских батальона, один гренадерский, другой — горных стрелков, под командованием генерала Дигоне атаковали перевал Оларрехи. Несмотря на сильное сопротивление, рота и наваррские добровольцы были сбиты с позиции, но при спуске с горы победители столкнулись в Месете с двумя батальонами испанцев и атаковали их в штыки. Испанцы, окруженные с трёх сторон, несмотря на гибель своих командиров, продолжали храбро обороняться на своём посту, усыпанном трупами, но в конце концов были вынуждены отступить. Их преследовали до Ильсарбе, где французов остановили пришедшие на подкрепление четыре испанских батальона. Генерал Дигоне приказать своим солдатам вернуться на вершину перевала и расположиться там.
Испанцы по результатам этого боя отчитались о своих 72 погибших, 97 раненых и 56 плененных французах.

## Конец кампании
Генерал Монсей, несмотря на неудачу в направлении Памплоны, расположил войска возле Миранды, чтобы заставить противника предположить, что он намеревался пересечь Эбро и войти в Старую Кастилию, но его настоящей целью оставалась осада Памплоны. Генерал Мареско уже прибыл в Байонну, чтобы возглавить осадные работы против этого города, а с правого фланга французской армии, частично оставив Бильбао и Витторию, начали перебрасывать часть сил через Пуэнте-ла-Рейна в направлении столицы Наварры.
5 августа весть о мире, подписанном в Базеле между французскими и испанскими уполномоченными, достигла главнокомандующего и немедленно положила конец боевым действиям.